# Derek Meister
Derek Meister (Hannover, 1973. augusztus 29. –) német író, forgatókönyvíró.

## Élete
A nyolcvanas évektől készít forgatókönyveket és forgat filmeket. 1995-től a potsdami egyetemen tanult film- és televíziós dramaturgiát, 2003-ban diplomázott - egyetemi évei alatt számos munkáját megfilmesítették, és díjakat is nyert. Legismertebb művei történelmi bűnügyi történetek. Feleségével él, 1999 óta szabadfoglalkozású művészként.

## Magyarul
- Ghostfighter. Gyilkos fény; ford. Gémes Szilvia; Pongrác, Bp., 2011 ISBN 9786155131110

## Fordítás
- Ez a szócikk részben vagy egészben  a   Derek_Meister című német Wikipédia-szócikk fordításán alapul.  Az eredeti cikk szerkesztőit annak laptörténete sorolja fel. Ez a jelzés csupán a megfogalmazás eredetét és a szerzői jogokat jelzi, nem szolgál a cikkben szereplő információk forrásmegjelöléseként.